# Abdi Kassim Sadala
Abdi Kassim Sadala (Zanzibar, 19 ottobre 1984) è un ex calciatore tanzaniano, di ruolo attaccante.

## Carriera

### Club
Ha giocato nella prima divisione tanzaniana, nella prima divisione vietnamita e nella seconda divisione malese.

### Nazionale
Tra il 2002 ed il 2012 ha totalizzato complessivamente 30 presenze e 5 reti con la maglia della nazionale tanzaniana.
Ha partecipato con Zanzibar alla Coppa del mondo VIVA 2012, in cui ha anche messo a segno 2 reti.

## Palmarès

### Club

#### Competizioni nazionali
- Campionato tanzaniano: 2

Young Africans: 2008, 2009